# Eleições presidenciais portuguesas de 2006 no distrito de Aveiro
| Eleições presidenciais portuguesas de 2006 Distritos: Aveiro \| Beja \| Braga \| Bragança \| Castelo Branco \| Coimbra \| Évora \| Faro \| Guarda \| Leiria \| Lisboa \| Portalegre \| Porto \| Santarém \| Setúbal \| Viana do Castelo \| Vila Real \| Viseu \| Açores \| Madeira \| Estrangeiro |

## Resultados por Concelho
Os resultados nos concelhos do Distrito de Aveiro foram os seguintes:

### Águeda
| Candidato               | Candidato               | Votos  | %               |
| ----------------------- | ----------------------- | ------ | --------------- |
|                         | Aníbal Cavaco Silva     | 15 303 | 57,61 / 100,00  |
|                         | Manuel Alegre           | 7 664  | 28,85 / 100,00  |
|                         | Mário Soares            | 2 060  | 7,76 / 100,00   |
|                         | Jerónimo de Sousa       | 771    | 2,90 / 100,00   |
|                         | Francisco Louçã         | 715    | 2,69 / 100,00   |
|                         | Garcia Pereira          | 48     | 0,18 / 100,00   |
| Votos Inválidos         | Votos Inválidos         | 369    | 1,37 / 100,00   |
| Total                   | Total                   | 26 930 | 100,00 / 100,00 |
| Eleitorado/Participação | Eleitorado/Participação | 41 868 | 64,32 / 100,00  |

| Freguesia            | %     | %     | %     | %    | %    | %    | Votantes |
| Freguesia            | ACS   | MA    | MS    | JDS  | FL   | GP   | Votantes |
| -------------------- | ----- | ----- | ----- | ---- | ---- | ---- | -------- |
| Agadão               | 77,56 | 18,27 | 1,92  | 0    | 2,24 | 0    | 316      |
| Aguada de Baixo      | 71,26 | 20,26 | 5,29  | 1,10 | 2,09 | 0    | 920      |
| Aguada de Cima       | 66,47 | 21,83 | 7,49  | 2,33 | 1,69 | 0,20 | 2 046    |
| Águeda               | 49,66 | 36,28 | 7,68  | 3,33 | 2,94 | 0,11 | 6 308    |
| Barrô                | 63,82 | 23,46 | 8,33  | 1,21 | 2,96 | 0,22 | 931      |
| Belazaima do Chão    | 54,11 | 29,44 | 13,00 | 1,06 | 2,39 | 0    | 384      |
| Borralha             | 48,97 | 37,93 | 7,89  | 2,30 | 2,76 | 0,15 | 1 317    |
| Castanheira do Vouga | 75,35 | 12,56 | 10,70 | 0,93 | 0,47 | 0    | 434      |
| Espinhel             | 49,97 | 34,56 | 8,87  | 3,82 | 2,52 | 0,26 | 1 566    |
| Fermentelos          | 84,85 | 9,54  | 2,32  | 1,51 | 1,46 | 0,32 | 1 874    |
| Lamas do Vouga       | 49,65 | 32,33 | 12,24 | 2,54 | 2,54 | 0,69 | 439      |
| Macieira de Alcoba   | 75,58 | 19,77 | 2,33  | 2,33 | 0    | 0    | 86       |
| Macinhata do Vouga   | 57,61 | 25,82 | 9,95  | 3,16 | 3,28 | 0,18 | 1 731    |
| Óis da Ribeira       | 59,28 | 29,00 | 7,68  | 1,49 | 2,56 | 0    | 487      |
| Préstimo             | 65,71 | 25,14 | 4,38  | 3,43 | 1,33 | 0    | 533      |
| Recardães            | 48,83 | 36,13 | 8,45  | 3,02 | 3,41 | 0,17 | 1 806    |
| Segadães             | 58,68 | 20,36 | 14,37 | 3,19 | 3,19 | 0,20 | 510      |
| Travassô             | 62,83 | 24,92 | 6,91  | 2,09 | 3,04 | 0,21 | 968      |
| Trofa                | 52,77 | 30,52 | 9,19  | 4,50 | 2,84 | 0,18 | 1 639    |
| Valongo do Vouga     | 53,20 | 30,62 | 7,76  | 4,48 | 3,63 | 0,31 | 2 635    |
| Águeda               | 57,61 | 28,85 | 7,76  | 2,90 | 2,69 | 0,18 | 26 930   |

### Albergaria-a-Velha
| Candidato               | Candidato               | Votos  | %               |
| ----------------------- | ----------------------- | ------ | --------------- |
|                         | Aníbal Cavaco Silva     | 8 546  | 65,87 / 100,00  |
|                         | Manuel Alegre           | 2 254  | 17,37 / 100,00  |
|                         | Mário Soares            | 1 236  | 9,53 / 100,00   |
|                         | Francisco Louçã         | 446    | 3,44 / 100,00   |
|                         | Jerónimo de Sousa       | 440    | 3,39 / 100,00   |
|                         | Garcia Pereira          | 53     | 0,41 / 100,00   |
| Votos Inválidos         | Votos Inválidos         | 202    | 1,54 / 100,00   |
| Total                   | Total                   | 13 177 | 100,00 / 100,00 |
| Eleitorado/Participação | Eleitorado/Participação | 20 262 | 65,03 / 100,00  |

| Freguesia          | %     | %     | %     | %    | %    | %    | Votantes |
| Freguesia          | ACS   | MA    | MS    | FL   | JDS  | GP   | Votantes |
| ------------------ | ----- | ----- | ----- | ---- | ---- | ---- | -------- |
| Albergaria-a-Velha | 63,66 | 19,23 | 8,90  | 3,96 | 3,93 | 0,31 | 3 938    |
| Alquerubim         | 68,88 | 14,86 | 10,49 | 2,88 | 2,62 | 0,26 | 1 157    |
| Angeja             | 57,30 | 18,10 | 13,25 | 3,89 | 7,06 | 0,40 | 1 280    |
| Branca             | 70,54 | 14,99 | 9,26  | 2,99 | 1,76 | 0,46 | 2 876    |
| Frossos            | 64,68 | 13,82 | 10,17 | 4,99 | 5,18 | 1,15 | 530      |
| Ribeira de Fráguas | 65,84 | 18,17 | 10,56 | 3,14 | 1,90 | 0,38 | 1 063    |
| São João de Loure  | 72,76 | 15,59 | 5,78  | 2,77 | 2,60 | 0,50 | 1 221    |
| Valmaior           | 61,31 | 21,62 | 9,90  | 3,09 | 3,72 | 0,36 | 1 112    |
| Albergaria-a-Velha | 65,87 | 17,37 | 9,53  | 3,44 | 3,39 | 0,41 | 13 177   |

### Anadia
| Candidato               | Candidato               | Votos  | %               |
| ----------------------- | ----------------------- | ------ | --------------- |
|                         | Aníbal Cavaco Silva     | 11 458 | 67,68 / 100,00  |
|                         | Manuel Alegre           | 2 907  | 17,17 / 100,00  |
|                         | Mário Soares            | 1 570  | 9,27 / 100,00   |
|                         | Francisco Louçã         | 487    | 2,88 / 100,00   |
|                         | Jerónimo de Sousa       | 457    | 2,70 / 100,00   |
|                         | Garcia Pereira          | 51     | 0,30 / 100,00   |
| Votos Inválidos         | Votos Inválidos         | 292    | 1,70 / 100,00   |
| Total                   | Total                   | 17 222 | 100,00 / 100,00 |
| Eleitorado/Participação | Eleitorado/Participação | 27 008 | 63,77 / 100,00  |

| Freguesia              | %     | %     | %     | %    | %    | %    | Votantes |
| Freguesia              | ACS   | MA    | MS    | FL   | JDS  | GP   | Votantes |
| ---------------------- | ----- | ----- | ----- | ---- | ---- | ---- | -------- |
| Aguim                  | 61,82 | 18,18 | 13,79 | 4,24 | 1,97 | 0    | 669      |
| Amoreira da Gândara    | 75,66 | 14,19 | 6,26  | 2,50 | 1,11 | 0,28 | 728      |
| Ancas                  | 68,61 | 18,83 | 5,63  | 5,41 | 0,87 | 0,65 | 472      |
| Arcos                  | 54,33 | 24,28 | 11,96 | 5,08 | 3,95 | 0,40 | 2 783    |
| Avelãs de Caminho      | 63,16 | 20,06 | 11,38 | 2,99 | 2,28 | 0,14 | 711      |
| Avelãs de Cima         | 79,97 | 9,75  | 6,45  | 2,07 | 1,38 | 0,38 | 1 322    |
| Mogofores              | 53,57 | 24,88 | 13,43 | 3,15 | 4,15 | 0,83 | 616      |
| Moita                  | 68,26 | 18,44 | 8,08  | 2,57 | 2,36 | 0,29 | 1 422    |
| Óis do Bairro          | 64,98 | 16,61 | 12,64 | 3,97 | 1,81 | 0    | 282      |
| Paredes do Bairro      | 84,34 | 7,27  | 6,01  | 1,68 | 0,70 | 0    | 723      |
| Sangalhos              | 65,16 | 18,03 | 7,42  | 4,40 | 4,36 | 0,63 | 2 448    |
| São Lourenço do Bairro | 69,42 | 16,59 | 10,64 | 1,49 | 1,79 | 0,07 | 1 363    |
| Tamengos               | 65,27 | 22,36 | 8,40  | 2,04 | 1,59 | 0,34 | 891      |
| Vila Nova de Monsarros | 60,25 | 21,05 | 14,78 | 1,68 | 2,24 | 0    | 906      |
| Vilarinho do Bairro    | 84,06 | 6,59  | 6,43  | 1,46 | 1,40 | 0,05 | 1 886    |
| Anadia                 | 67,68 | 17,17 | 9,27  | 2,88 | 2,70 | 0,30 | 17 222   |

### Arouca
| Candidato               | Candidato               | Votos  | %               |
| ----------------------- | ----------------------- | ------ | --------------- |
|                         | Aníbal Cavaco Silva     | 10 481 | 76,89 / 100,00  |
|                         | Manuel Alegre           | 1 406  | 10,31 / 100,00  |
|                         | Mário Soares            | 1 101  | 8,08 / 100,00   |
|                         | Francisco Louçã         | 326    | 2,39 / 100,00   |
|                         | Jerónimo de Sousa       | 287    | 2,11 / 100,00   |
|                         | Garcia Pereira          | 30     | 0,22 / 100,00   |
| Votos Inválidos         | Votos Inválidos         | 146    | 1,06 / 100,00   |
| Total                   | Total                   | 13 777 | 100,00 / 100,00 |
| Eleitorado/Participação | Eleitorado/Participação | 20 574 | 66,96 / 100,00  |

| Freguesia           | %     | %     | %     | %    | %    | %    | Votantes |
| Freguesia           | ACS   | MA    | MS    | FL   | JDS  | GP   | Votantes |
| ------------------- | ----- | ----- | ----- | ---- | ---- | ---- | -------- |
| Albergaria da Serra | 70,27 | 4,05  | 22,97 | 0    | 1,35 | 1,35 | 76       |
| Alvarenga           | 79,86 | 7,87  | 9,30  | 1,67 | 1,07 | 0,24 | 851      |
| Arouca              | 66,43 | 17,29 | 11,03 | 2,30 | 2,71 | 0,24 | 1 718    |
| Burgo               | 74,62 | 11,93 | 7,41  | 2,50 | 3,38 | 0,16 | 1 257    |
| Cabreiros           | 70,73 | 14,63 | 4,88  | 7,32 | 2,44 | 0    | 82       |
| Canelas             | 85,40 | 5,88  | 4,36  | 1,53 | 2,18 | 0,65 | 462      |
| Chave               | 69,28 | 14,47 | 9,85  | 4,27 | 2,02 | 0,12 | 850      |
| Covelo de Paivó     | 87,18 | 5,13  | 6,41  | 0    | 0    | 1,28 | 79       |
| Escariz             | 82,38 | 7,36  | 7,03  | 1,57 | 1,49 | 0,17 | 1 226    |
| Espiunca            | 84,10 | 6,36  | 4,59  | 3,53 | 1,41 | 0    | 284      |
| Fermedo             | 74,87 | 8,08  | 10,23 | 2,15 | 4,17 | 0,51 | 800      |
| Janarde             | 90,00 | 5,45  | 0,91  | 1,82 | 1,82 | 0    | 111      |
| Mansores            | 86,40 | 5,38  | 6,37  | 0,99 | 0,71 | 0,14 | 711      |
| Moldes              | 72,98 | 12,40 | 9,14  | 3,00 | 2,35 | 0,13 | 772      |
| Rossas              | 78,77 | 10,08 | 4,99  | 2,97 | 2,97 | 0,21 | 950      |
| Santa Eulália       | 74,78 | 11,25 | 8,97  | 3,24 | 1,54 | 0,22 | 1 378    |
| São Miguel do Mato  | 86,34 | 6,17  | 3,52  | 2,20 | 1,54 | 0,22 | 455      |
| Tropeço             | 82,46 | 8,41  | 5,80  | 1,30 | 1,88 | 0,14 | 699      |
| Urrô                | 79,29 | 11,83 | 6,07  | 1,48 | 1,18 | 0,15 | 680      |
| Várzea              | 76,51 | 9,64  | 8,73  | 3,01 | 2,11 | 0    | 336      |
| Arouca              | 76,89 | 10,31 | 8,08  | 2,39 | 2,11 | 0,22 | 13 777   |

### Aveiro
| Candidato               | Candidato               | Votos  | %               |
| ----------------------- | ----------------------- | ------ | --------------- |
|                         | Aníbal Cavaco Silva     | 23 339 | 59,75 / 100,00  |
|                         | Manuel Alegre           | 8 132  | 20,82 / 100,00  |
|                         | Mário Soares            | 4 043  | 10,35 / 100,00  |
|                         | Francisco Louçã         | 1 806  | 4,62 / 100,00   |
|                         | Jerónimo de Sousa       | 1 554  | 3,98 / 100,00   |
|                         | Garcia Pereira          | 187    | 0,48 / 100,00   |
| Votos Inválidos         | Votos Inválidos         | 716    | 1,80 / 100,00   |
| Total                   | Total                   | 39 777 | 100,00 / 100,00 |
| Eleitorado/Participação | Eleitorado/Participação | 61 880 | 64,28 / 100,00  |

| Freguesia               | %     | %     | %     | %    | %    | %    | Votantes |
| Freguesia               | ACS   | MA    | MS    | FL   | JDS  | GP   | Votantes |
| ----------------------- | ----- | ----- | ----- | ---- | ---- | ---- | -------- |
| Aradas                  | 67,15 | 16,98 | 9,08  | 3,42 | 2,88 | 0,50 | 4 291    |
| Cacia                   | 55,69 | 21,07 | 11,98 | 5,47 | 5,07 | 0,72 | 3 554    |
| Eirol                   | 74,09 | 16,92 | 3,64  | 2,78 | 2,57 | 0    | 475      |
| Eixo                    | 57,94 | 23,54 | 8,74  | 4,25 | 5,21 | 0,32 | 2 547    |
| Esgueira                | 50,34 | 25,23 | 12,16 | 6,26 | 5,44 | 0,57 | 6 044    |
| Glória                  | 53,76 | 24,12 | 12,45 | 4,85 | 4,20 | 0,62 | 5 912    |
| Nariz                   | 82,98 | 9,89  | 3,56  | 2,37 | 1,06 | 0,13 | 770      |
| Nossa Senhora de Fátima | 84,73 | 7,49  | 4,80  | 1,44 | 1,34 | 0,19 | 1 054    |
| Oliveirinha             | 76,96 | 10,67 | 6,86  | 3,09 | 2,04 | 0,38 | 2 697    |
| Requeixo                | 78,89 | 11,56 | 4,62  | 1,85 | 2,62 | 0,46 | 656      |
| Santa Joana             | 62,08 | 20,12 | 9,42  | 4,55 | 3,49 | 0,35 | 4 120    |
| São Bernardo            | 63,88 | 19,66 | 9,89  | 3,87 | 2,29 | 0,42 | 2 473    |
| São Jacinto             | 47,74 | 26,52 | 12,77 | 7,47 | 5,30 | 0,20 | 516      |
| Vera Cruz               | 50,20 | 25,83 | 12,86 | 5,59 | 5,05 | 0,48 | 4 668    |
| Aveiro                  | 59,75 | 20,82 | 10,35 | 4,62 | 3,98 | 0,48 | 39 777   |

### Castelo de Paiva
| Candidato               | Candidato               | Votos  | %               |
| ----------------------- | ----------------------- | ------ | --------------- |
|                         | Aníbal Cavaco Silva     | 5 372  | 59,53 / 100,00  |
|                         | Mário Soares            | 1 594  | 17,66 / 100,00  |
|                         | Manuel Alegre           | 1 390  | 15,40 / 100,00  |
|                         | Francisco Louçã         | 351    | 3,89 / 100,00   |
|                         | Jerónimo de Sousa       | 303    | 3,36 / 100,00   |
|                         | Garcia Pereira          | 14     | 0,16 / 100,00   |
| Votos Inválidos         | Votos Inválidos         | 148    | 1,61 / 100,00   |
| Total                   | Total                   | 9 172  | 100,00 / 100,00 |
| Eleitorado/Participação | Eleitorado/Participação | 14 325 | 64,03 / 100,00  |

| Freguesia                | %     | %     | %     | %    | %    | %    | Votantes |
| Freguesia                | ACS   | MS    | MA    | FL   | JDS  | GP   | Votantes |
| ------------------------ | ----- | ----- | ----- | ---- | ---- | ---- | -------- |
| Bairros                  | 61,84 | 20,61 | 12,98 | 1,88 | 2,68 | 0    | 1 026    |
| Fornos                   | 54,46 | 21,17 | 16,53 | 2,97 | 4,76 | 0,12 | 855      |
| Paraíso                  | 64,97 | 15,07 | 13,75 | 3,58 | 2,64 | 0    | 537      |
| Pedorido                 | 44,37 | 23,93 | 21,47 | 4,79 | 5,43 | 0    | 783      |
| Raiva                    | 45,95 | 19,02 | 19,88 | 8,92 | 6,17 | 0,25 | 1 218    |
| Real                     | 60,71 | 18,43 | 13,86 | 4,57 | 2,00 | 0,43 | 716      |
| Santa Maria de Sardoura  | 69,15 | 13,90 | 12,27 | 2,55 | 1,99 | 0,14 | 1 428    |
| São Martinho de Sardoura | 72,27 | 12,56 | 10,43 | 3,09 | 1,64 | 0    | 1 050    |
| Sobrado                  | 59,17 | 17,50 | 17,04 | 2,88 | 3,08 | 0,33 | 1 559    |
| Castelo de Paiva         | 59,53 | 17,66 | 15,40 | 3,89 | 3,36 | 0,16 | 9 172    |

### Espinho
| Candidato               | Candidato               | Votos  | %               |
| ----------------------- | ----------------------- | ------ | --------------- |
|                         | Aníbal Cavaco Silva     | 9 954  | 48,80 / 100,00  |
|                         | Mário Soares            | 3 808  | 18,67 / 100,00  |
|                         | Manuel Alegre           | 3 638  | 17,83 / 100,00  |
|                         | Jerónimo de Sousa       | 1 827  | 8,96 / 100,00   |
|                         | Francisco Louçã         | 1 104  | 5,41 / 100,00   |
|                         | Garcia Pereira          | 68     | 0,33 / 100,00   |
| Votos Inválidos         | Votos Inválidos         | 440    | 2,11 / 100,00   |
| Total                   | Total                   | 20 839 | 100,00 / 100,00 |
| Eleitorado/Participação | Eleitorado/Participação | 30 195 | 69,01 / 100,00  |

| Freguesia | %     | %     | %     | %     | %    | %    | Votantes |
| Freguesia | ACS   | MS    | MA    | JDS   | FL   | GP   | Votantes |
| --------- | ----- | ----- | ----- | ----- | ---- | ---- | -------- |
| Anta      | 48,86 | 18,42 | 17,59 | 8,53  | 6,20 | 0,40 | 6 131    |
| Espinho   | 56,69 | 14,48 | 16,97 | 6,91  | 4,56 | 0,39 | 7 521    |
| Guetim    | 62,53 | 14,32 | 13,26 | 6,21  | 3,47 | 0,21 | 961      |
| Paramos   | 43,23 | 21,06 | 18,12 | 10,65 | 6,89 | 0,05 | 2 091    |
| Silvalde  | 33,93 | 26,47 | 20,69 | 13,11 | 5,51 | 0,30 | 4 135    |
| Espinho   | 48,80 | 18,67 | 17,83 | 8,96  | 5,41 | 0,33 | 20 839   |

### Estarreja
| Candidato               | Candidato               | Votos  | %               |
| ----------------------- | ----------------------- | ------ | --------------- |
|                         | Aníbal Cavaco Silva     | 8 983  | 63,28 / 100,00  |
|                         | Manuel Alegre           | 2 379  | 16,76 / 100,00  |
|                         | Mário Soares            | 1 558  | 10,98 / 100,00  |
|                         | Jerónimo de Sousa       | 667    | 4,70 / 100,00   |
|                         | Francisco Louçã         | 564    | 3,97 / 100,00   |
|                         | Garcia Pereira          | 44     | 0,31 / 100,00   |
| Votos Inválidos         | Votos Inválidos         | 210    | 1,46 / 100,00   |
| Total                   | Total                   | 14 405 | 100,00 / 100,00 |
| Eleitorado/Participação | Eleitorado/Participação | 23 009 | 62,61 / 100,00  |

| Freguesia | %     | %     | %     | %    | %    | %    | Votantes |
| Freguesia | ACS   | MA    | MS    | JDS  | FL   | GP   | Votantes |
| --------- | ----- | ----- | ----- | ---- | ---- | ---- | -------- |
| Avanca    | 60,57 | 17,70 | 12,13 | 4,34 | 5,05 | 0,22 | 3 296    |
| Beduído   | 55,35 | 20,28 | 13,14 | 6,48 | 4,51 | 0,24 | 4 173    |
| Canelas   | 69,60 | 17,92 | 5,66  | 3,82 | 2,66 | 0,35 | 877      |
| Fermelã   | 65,27 | 15,33 | 11,80 | 4,63 | 2,43 | 0,55 | 915      |
| Pardilhó  | 64,12 | 16,09 | 9,92  | 5,67 | 4,03 | 0,16 | 1 864    |
| Salreu    | 73,19 | 12,15 | 9,27  | 2,34 | 2,74 | 0,31 | 2 254    |
| Veiros    | 73,67 | 11,14 | 7,99  | 2,86 | 3,45 | 0,89 | 1 026    |
| Estarreja | 63,28 | 16,76 | 10,98 | 4,70 | 3,97 | 0,31 | 14 405   |

### Ílhavo
| Candidato               | Candidato               | Votos  | %               |
| ----------------------- | ----------------------- | ------ | --------------- |
|                         | Aníbal Cavaco Silva     | 10 723 | 61,71 / 100,00  |
|                         | Manuel Alegre           | 3 379  | 19,45 / 100,00  |
|                         | Mário Soares            | 1 720  | 9,90 / 100,00   |
|                         | Francisco Louçã         | 812    | 4,67 / 100,00   |
|                         | Jerónimo de Sousa       | 689    | 3,97 / 100,00   |
|                         | Garcia Pereira          | 54     | 0,31 / 100,00   |
| Votos Inválidos         | Votos Inválidos         | 301    | 1,70 / 100,00   |
| Total                   | Total                   | 17 678 | 100,00 / 100,00 |
| Eleitorado/Participação | Eleitorado/Participação | 29 693 | 59,54 / 100,00  |

| Freguesia             | %     | %     | %     | %    | %    | %    | Votantes |
| Freguesia             | ACS   | MA    | MS    | FL   | JDS  | GP   | Votantes |
| --------------------- | ----- | ----- | ----- | ---- | ---- | ---- | -------- |
| Gafanha da Encarnação | 73,07 | 12,46 | 7,78  | 3,23 | 3,09 | 0,37 | 2 162    |
| Gafanha da Nazaré     | 60,68 | 20,29 | 8,82  | 5,46 | 4,46 | 0,30 | 6 830    |
| Gafanha do Carmo      | 64,95 | 15,90 | 12,77 | 3,26 | 2,72 | 0,41 | 749      |
| Ílhavo (São Salvador) | 59,18 | 20,97 | 11,13 | 4,53 | 3,90 | 0,29 | 7 937    |
| Ílhavo                | 61,71 | 19,45 | 9,90  | 4,67 | 3,97 | 0,31 | 17 678   |

### Mealhada
| Candidato               | Candidato               | Votos  | %               |
| ----------------------- | ----------------------- | ------ | --------------- |
|                         | Aníbal Cavaco Silva     | 4 560  | 44,13 / 100,00  |
|                         | Manuel Alegre           | 2 993  | 28,97 / 100,00  |
|                         | Mário Soares            | 1 747  | 16,91 / 100,00  |
|                         | Jerónimo de Sousa       | 542    | 5,25 / 100,00   |
|                         | Francisco Louçã         | 453    | 4,38 / 100,00   |
|                         | Garcia Pereira          | 37     | 0,36 / 100,00   |
| Votos Inválidos         | Votos Inválidos         | 217    | 2,06 / 100,00   |
| Total                   | Total                   | 10 549 | 100,00 / 100,00 |
| Eleitorado/Participação | Eleitorado/Participação | 17 498 | 60,29 / 100,00  |

| Freguesia         | %     | %     | %     | %    | %    | %    | Votantes |
| Freguesia         | ACS   | MA    | MS    | JDS  | FL   | GP   | Votantes |
| ----------------- | ----- | ----- | ----- | ---- | ---- | ---- | -------- |
| Antes             | 57,42 | 19,73 | 16,80 | 1,37 | 4,49 | 0,20 | 526      |
| Barcouço          | 38,97 | 34,79 | 14,61 | 7,46 | 3,88 | 0,30 | 1 029    |
| Casal Comba       | 42,22 | 28,02 | 20,25 | 4,32 | 4,75 | 0,43 | 1 659    |
| Luso              | 39,20 | 29,02 | 20,36 | 5,26 | 5,47 | 0,69 | 1 469    |
| Mealhada          | 46,72 | 27,67 | 15,57 | 5,53 | 4,31 | 0,20 | 2 085    |
| Pampilhosa        | 38,59 | 34,71 | 14,50 | 7,03 | 4,67 | 0,49 | 2 071    |
| Vacariça          | 44,09 | 28,43 | 19,31 | 4,80 | 3,27 | 0,10 | 1 066    |
| Ventosa do Bairro | 67,30 | 16,11 | 12,32 | 1,26 | 2,84 | 0,16 | 644      |
| Mealhada          | 44,13 | 28,97 | 16,91 | 5,25 | 4,38 | 0,36 | 10 549   |

### Murtosa
| Candidato               | Candidato               | Votos | %               |
| ----------------------- | ----------------------- | ----- | --------------- |
|                         | Aníbal Cavaco Silva     | 3 672 | 77,88 / 100,00  |
|                         | Manuel Alegre           | 473   | 10,03 / 100,00  |
|                         | Mário Soares            | 359   | 7,61 / 100,00   |
|                         | Jerónimo de Sousa       | 102   | 2,16 / 100,00   |
|                         | Francisco Louçã         | 93    | 1,97 / 100,00   |
|                         | Garcia Pereira          | 16    | 0,34 / 100,00   |
| Votos Inválidos         | Votos Inválidos         | 50    | 1,05 / 100,00   |
| Total                   | Total                   | 4 765 | 100,00 / 100,00 |
| Eleitorado/Participação | Eleitorado/Participação | 8 484 | 56,16 / 100,00  |

| Freguesia | %     | %     | %    | %    | %    | %    | Votantes |
| Freguesia | ACS   | MA    | MS   | JDS  | FL   | GP   | Votantes |
| --------- | ----- | ----- | ---- | ---- | ---- | ---- | -------- |
| Bunheiro  | 81,56 | 10,01 | 4,35 | 2,07 | 1,66 | 0,35 | 1 465    |
| Monte     | 74,29 | 12,18 | 9,47 | 2,30 | 1,62 | 0,14 | 743      |
| Murtosa   | 80,23 | 9,51  | 6,09 | 1,78 | 1,98 | 0,41 | 1 474    |
| Torreira  | 72,14 | 12,85 | 9,29 | 2,72 | 2,63 | 0,38 | 1 083    |
| Murtosa   | 77,88 | 10,03 | 7,61 | 2,16 | 1,97 | 0,34 | 4 765    |

### Oliveira de Azeméis
| Candidato               | Candidato               | Votos  | %               |
| ----------------------- | ----------------------- | ------ | --------------- |
|                         | Aníbal Cavaco Silva     | 22 529 | 59,07 / 100,00  |
|                         | Manuel Alegre           | 6 389  | 16,75 / 100,00  |
|                         | Mário Soares            | 6 010  | 15,76 / 100,00  |
|                         | Francisco Louçã         | 1 726  | 4,53 / 100,00   |
|                         | Jerónimo de Sousa       | 1 384  | 3,63 / 100,00   |
|                         | Garcia Pereira          | 100    | 0,26 / 100,00   |
| Votos Inválidos         | Votos Inválidos         | 605    | 1,56 / 100,00   |
| Total                   | Total                   | 38 473 | 100,00 / 100,00 |
| Eleitorado/Participação | Eleitorado/Participação | 57 429 | 67,46 / 100,00  |

| Freguesia               | %     | %     | %     | %    | %    | %    | Votantes |
| Freguesia               | ACS   | MA    | MS    | FL   | JDS  | GP   | Votantes |
| ----------------------- | ----- | ----- | ----- | ---- | ---- | ---- | -------- |
| Carregosa               | 68,35 | 12,94 | 10,68 | 4,53 | 3,16 | 0,33 | 2 154    |
| Cesar                   | 58,88 | 16,92 | 15,29 | 4,93 | 3,64 | 0,34 | 1 809    |
| Fajões                  | 69,54 | 12,51 | 9,00  | 4,61 | 4,17 | 0,16 | 1 843    |
| Loureiro                | 78,73 | 10,20 | 6,85  | 2,52 | 1,65 | 0,05 | 1 964    |
| Macieira de Sarnes      | 41,94 | 22,51 | 19,86 | 5,88 | 9,55 | 0,26 | 1 183    |
| Macinhata da Seixa      | 60,13 | 16,21 | 15,42 | 4,31 | 3,53 | 0,39 | 774      |
| Madail                  | 73,61 | 10,31 | 10,31 | 3,09 | 2,68 | 0    | 496      |
| Nogueira do Cravo       | 51,13 | 17,94 | 19,55 | 4,35 | 6,91 | 0,12 | 1 713    |
| Oliveira de Azeméis     | 59,88 | 18,52 | 13,50 | 4,74 | 2,93 | 0,44 | 5 850    |
| Ossela                  | 66,69 | 14,12 | 12,36 | 3,84 | 2,69 | 0,31 | 1 333    |
| Palmaz                  | 64,42 | 13,55 | 16,13 | 3,24 | 2,58 | 0,08 | 1 215    |
| Pindelo                 | 49,63 | 20,79 | 17,72 | 6,34 | 4,91 | 0,61 | 1 496    |
| Pinheiro da Bemposta    | 68,50 | 13,90 | 12,12 | 2,98 | 2,40 | 0,10 | 1 945    |
| Santiago de Riba-Ul     | 52,60 | 16,60 | 20,48 | 5,30 | 4,87 | 0,14 | 2 149    |
| São Martinho da Gândara | 61,43 | 14,66 | 15,64 | 4,42 | 3,44 | 0,41 | 1 234    |
| São Roque               | 53,08 | 20,28 | 18,56 | 4,85 | 2,90 | 0,34 | 3 024    |
| Travanca                | 67,06 | 14,78 | 13,29 | 2,78 | 1,98 | 0,10 | 1 018    |
| Ul                      | 65,23 | 14,00 | 15,23 | 3,14 | 2,25 | 0,14 | 1 479    |
| Vila de Cucujães        | 48,24 | 19,79 | 22,30 | 5,43 | 4,02 | 0,22 | 6 064    |
| Oliveira de Azeméis     | 59,07 | 16,75 | 15,76 | 4,53 | 3,63 | 0,26 | 38 473   |

### Oliveira do Bairro
| Candidato               | Candidato               | Votos  | %               |
| ----------------------- | ----------------------- | ------ | --------------- |
|                         | Aníbal Cavaco Silva     | 9 589  | 80,25 / 100,00  |
|                         | Manuel Alegre           | 1 352  | 11,31 / 100,00  |
|                         | Mário Soares            | 496    | 4,15 / 100,00   |
|                         | Francisco Louçã         | 262    | 2,19 / 100,00   |
|                         | Jerónimo de Sousa       | 220    | 1,84 / 100,00   |
|                         | Garcia Pereira          | 30     | 0,25 / 100,00   |
| Votos Inválidos         | Votos Inválidos         | 179    | 1,47 / 100,00   |
| Total                   | Total                   | 12 128 | 100,00 / 100,00 |
| Eleitorado/Participação | Eleitorado/Participação | 17 966 | 67,51 / 100,00  |

| Freguesia          | %     | %     | %    | %    | %    | %    | Votantes |
| Freguesia          | ACS   | MA    | MS   | FL   | JDS  | GP   | Votantes |
| ------------------ | ----- | ----- | ---- | ---- | ---- | ---- | -------- |
| Bustos             | 80,13 | 11,91 | 3,37 | 2,44 | 1,94 | 0,22 | 1 417    |
| Mamarrosa          | 83,64 | 8,24  | 5,78 | 1,07 | 1,07 | 0,21 | 953      |
| Oiã                | 79,06 | 12,99 | 4,06 | 2,11 | 1,50 | 0,27 | 3 789    |
| Oliveira do Bairro | 75,90 | 13,48 | 4,45 | 3,25 | 2,68 | 0,25 | 2 877    |
| Palhaça            | 85,23 | 7,87  | 3,42 | 2,00 | 1,23 | 0,26 | 1 576    |
| Troviscal          | 84,29 | 7,95  | 4,28 | 2,14 | 1,07 | 0,27 | 1 516    |
| Oliveira do Bairro | 80,25 | 11,31 | 4,15 | 2,19 | 1,84 | 0,25 | 12 128   |

### Ovar
| Candidato               | Candidato               | Votos  | %               |
| ----------------------- | ----------------------- | ------ | --------------- |
|                         | Aníbal Cavaco Silva     | 13 441 | 49,32 / 100,00  |
|                         | Manuel Alegre           | 5 329  | 19,55 / 100,00  |
|                         | Mário Soares            | 4 651  | 17,07 / 100,00  |
|                         | Jerónimo de Sousa       | 2 037  | 7,47 / 100,00   |
|                         | Francisco Louçã         | 1 706  | 6,26 / 100,00   |
|                         | Garcia Pereira          | 88     | 0,32 / 100,00   |
| Votos Inválidos         | Votos Inválidos         | 477    | 1,72 / 100,00   |
| Total                   | Total                   | 27 729 | 100,00 / 100,00 |
| Eleitorado/Participação | Eleitorado/Participação | 44 092 | 62,89 / 100,00  |

| Freguesia                   | %     | %     | %     | %     | %    | %    | Votantes |
| Freguesia                   | ACS   | MA    | MS    | JDS   | FL   | GP   | Votantes |
| --------------------------- | ----- | ----- | ----- | ----- | ---- | ---- | -------- |
| Arada                       | 61,17 | 13,52 | 13,71 | 5,58  | 5,46 | 0,56 | 1 636    |
| Cortegaça                   | 47,98 | 17,24 | 23,65 | 4,86  | 5,97 | 0,29 | 2 090    |
| Esmoriz                     | 50,50 | 18,45 | 18,22 | 6,41  | 6,10 | 0,32 | 5 763    |
| Maceda                      | 46,76 | 19,03 | 21,59 | 7,16  | 5,06 | 0,40 | 1 804    |
| Ovar                        | 44,62 | 22,32 | 14,67 | 10,59 | 7,46 | 0,35 | 8 772    |
| São João de Ovar            | 46,60 | 21,12 | 16,95 | 8,04  | 7,01 | 0,28 | 3 260    |
| São Vicente de Pereira Jusã | 60,74 | 17,33 | 13,72 | 3,39  | 4,60 | 0,23 | 1 348    |
| Válega                      | 54,48 | 16,42 | 19,74 | 4,74  | 4,41 | 0,20 | 3 056    |
| Ovar                        | 49,32 | 19,55 | 17,07 | 7,47  | 6,26 | 0,32 | 27 729   |

### Santa Maria da Feira
| Candidato               | Candidato               | Votos   | %               |
| ----------------------- | ----------------------- | ------- | --------------- |
|                         | Aníbal Cavaco Silva     | 38 927  | 53,28 / 100,00  |
|                         | Mário Soares            | 14 403  | 19,72 / 100,00  |
|                         | Manuel Alegre           | 11 949  | 16,36 / 100,00  |
|                         | Francisco Louçã         | 4 139   | 5,67 / 100,00   |
|                         | Jerónimo de Sousa       | 3 395   | 4,65 / 100,00   |
|                         | Garcia Pereira          | 243     | 0,33 / 100,00   |
| Votos Inválidos         | Votos Inválidos         | 1 248   | 1,68 / 100,00   |
| Total                   | Total                   | 74 304  | 100,00 / 100,00 |
| Eleitorado/Participação | Eleitorado/Participação | 112 729 | 65,91 / 100,00  |

| Freguesia             | %     | %     | %     | %    | %     | %    | Votantes |
| Freguesia             | ACS   | MS    | MA    | FL   | JDS   | GP   | Votantes |
| --------------------- | ----- | ----- | ----- | ---- | ----- | ---- | -------- |
| Argoncilhe            | 59,52 | 16,80 | 14,28 | 5,01 | 4,13  | 0,26 | 4 715    |
| Arrifana              | 47,03 | 25,57 | 18,80 | 4,43 | 3,82  | 0,35 | 3 517    |
| Caldas de São Jorge   | 49,24 | 22,26 | 18,65 | 5,62 | 3,81  | 0,42 | 1 466    |
| Canedo                | 70,03 | 11,06 | 10,19 | 4,03 | 4,29  | 0,40 | 2 818    |
| Escapães              | 49,05 | 20,83 | 19,76 | 6,55 | 3,39  | 0,42 | 1 718    |
| Espargo               | 58,25 | 17,98 | 13,92 | 4,43 | 4,68  | 0,74 | 821      |
| Feira                 | 53,12 | 17,02 | 17,72 | 6,98 | 4,63  | 0,53 | 5 997    |
| Fiães                 | 44,80 | 22,60 | 21,41 | 5,53 | 5,28  | 0,38 | 4 804    |
| Fornos                | 51,29 | 17,98 | 17,19 | 5,97 | 7,23  | 0,33 | 1 538    |
| Gião                  | 70,68 | 10,34 | 10,46 | 5,23 | 3,04  | 0,24 | 836      |
| Guisande              | 66,88 | 15,30 | 11,63 | 3,54 | 2,40  | 0,25 | 800      |
| Lobão                 | 60,67 | 14,99 | 14,47 | 7,18 | 2,32  | 0,37 | 2 708    |
| Louredo               | 76,86 | 7,46  | 9,48  | 3,16 | 2,91  | 0,13 | 807      |
| Lourosa               | 49,59 | 21,18 | 18,91 | 6,10 | 3,96  | 0,25 | 5 241    |
| Milheirós de Poiares  | 49,26 | 21,17 | 18,43 | 6,65 | 4,22  | 0,26 | 1 916    |
| Mosteirô              | 44,25 | 22,72 | 19,71 | 8,67 | 4,38  | 0,27 | 1 119    |
| Mozelos               | 47,85 | 21,84 | 18,72 | 5,54 | 5,78  | 0,27 | 3 793    |
| Nogueira da Regedoura | 54,65 | 20,44 | 13,28 | 5,73 | 5,56  | 0,35 | 2 909    |
| Paços de Brandão      | 59,67 | 19,14 | 12,71 | 4,65 | 3,64  | 0,19 | 3 138    |
| Pigeiros              | 49,71 | 24,41 | 15,59 | 3,38 | 6,32  | 0,59 | 686      |
| Rio Meão              | 51,63 | 21,84 | 16,67 | 5,09 | 4,55  | 0,22 | 2 833    |
| Romariz               | 62,45 | 19,44 | 11,36 | 3,84 | 2,51  | 0,39 | 1 818    |
| Sanfins               | 45,78 | 25,80 | 15,26 | 8,94 | 3,92  | 0,30 | 1 018    |
| Sanguedo              | 61,98 | 16,00 | 14,02 | 4,26 | 3,35  | 0,40 | 1 789    |
| Santa Maria de Lamas  | 49,32 | 23,97 | 16,11 | 5,30 | 5,05  | 0,26 | 3 147    |
| São João de Ver       | 41,90 | 25,56 | 19,64 | 7,32 | 5,15  | 0,43 | 4 276    |
| São Paio de Oleiros   | 41,69 | 19,86 | 18,10 | 5,42 | 14,69 | 0,25 | 2 474    |
| Souto                 | 54,83 | 20,46 | 15,24 | 6,04 | 3,16  | 0,27 | 2 616    |
| Travanca              | 51,73 | 20,62 | 15,51 | 6,94 | 4,72  | 0,48 | 1 049    |
| Vale                  | 77,35 | 9,22  | 8,49  | 2,92 | 2,01  | 0    | 1 102    |
| Vila Maior            | 66,55 | 10,35 | 12,39 | 6,86 | 3,61  | 0,24 | 835      |
| Santa Maria da Feira  | 53,28 | 19,72 | 16,36 | 5,67 | 4,65  | 0,33 | 74 304   |

### São João da Madeira
| Candidato               | Candidato               | Votos  | %               |
| ----------------------- | ----------------------- | ------ | --------------- |
|                         | Aníbal Cavaco Silva     | 5 809  | 48,00 / 100,00  |
|                         | Manuel Alegre           | 2 505  | 20,70 / 100,00  |
|                         | Mário Soares            | 2 289  | 18,91 / 100,00  |
|                         | Jerónimo de Sousa       | 788    | 6,51 / 100,00   |
|                         | Francisco Louçã         | 673    | 5,56 / 100,00   |
|                         | Garcia Pereira          | 39     | 0,32 / 100,00   |
| Votos Inválidos         | Votos Inválidos         | 215    | 1,75 / 100,00   |
| Total                   | Total                   | 12 318 | 100,00 / 100,00 |
| Eleitorado/Participação | Eleitorado/Participação | 18 792 | 65,55 / 100,00  |

| Freguesia           | %     | %     | %     | %    | %    | %    | Votantes |
| Freguesia           | ACS   | MA    | MS    | JDS  | FL   | GP   | Votantes |
| ------------------- | ----- | ----- | ----- | ---- | ---- | ---- | -------- |
| São João da Madeira | 48,00 | 20,70 | 18,91 | 6,51 | 5,56 | 0,32 | 12 318   |
| São João da Madeira | 48,00 | 20,70 | 18,91 | 6,51 | 5,56 | 0,32 | 12 318   |

### Sever do Vouga
| Candidato               | Candidato               | Votos  | %               |
| ----------------------- | ----------------------- | ------ | --------------- |
|                         | Aníbal Cavaco Silva     | 6 136  | 75,83 / 100,00  |
|                         | Manuel Alegre           | 1 105  | 13,66 / 100,00  |
|                         | Mário Soares            | 476    | 5,88 / 100,00   |
|                         | Francisco Louçã         | 198    | 2,45 / 100,00   |
|                         | Jerónimo de Sousa       | 154    | 1,90 / 100,00   |
|                         | Garcia Pereira          | 23     | 0,28 / 100,00   |
| Votos Inválidos         | Votos Inválidos         | 101    | 1,23 / 100,00   |
| Total                   | Total                   | 8 193  | 100,00 / 100,00 |
| Eleitorado/Participação | Eleitorado/Participação | 11 493 | 71,29 / 100,00  |

| Freguesia            | %     | %     | %    | %    | %    | %    | Votantes |
| Freguesia            | ACS   | MA    | MS   | FL   | JDS  | GP   | Votantes |
| -------------------- | ----- | ----- | ---- | ---- | ---- | ---- | -------- |
| Cedrim               | 84,52 | 9,97  | 2,23 | 1,34 | 1,49 | 0,45 | 675      |
| Couto de Esteves     | 82,32 | 9,62  | 4,38 | 2,12 | 1,13 | 0,42 | 719      |
| Dornelas             | 72,27 | 15,28 | 7,21 | 3,06 | 2,18 | 0    | 464      |
| Paradela             | 83,57 | 10,42 | 2,20 | 3,01 | 0,80 | 0    | 504      |
| Pessegueiro do Vouga | 81,15 | 11,25 | 3,56 | 2,67 | 1,21 | 0,16 | 1 259    |
| Rocas do Vouga       | 73,88 | 12,12 | 8,53 | 2,51 | 2,60 | 0,36 | 1 131    |
| Sever do Vouga       | 73,14 | 16,34 | 5,83 | 2,21 | 2,08 | 0,40 | 1 503    |
| Silva Escura         | 69,06 | 16,09 | 7,57 | 3,64 | 3,26 | 0,38 | 1 060    |
| Talhadas             | 68,93 | 18,64 | 9,32 | 1,50 | 1,50 | 0,12 | 878      |
| Sever do Vouga       | 75,83 | 13,66 | 5,88 | 2,45 | 1,90 | 0,28 | 8 193    |

### Vagos
| Candidato               | Candidato               | Votos  | %               |
| ----------------------- | ----------------------- | ------ | --------------- |
|                         | Aníbal Cavaco Silva     | 9 975  | 85,07 / 100,00  |
|                         | Manuel Alegre           | 951    | 8,11 / 100,00   |
|                         | Mário Soares            | 445    | 3,80 / 100,00   |
|                         | Francisco Louçã         | 197    | 1,68 / 100,00   |
|                         | Jerónimo de Sousa       | 132    | 1,13 / 100,00   |
|                         | Garcia Pereira          | 25     | 0,21 / 100,00   |
| Votos Inválidos         | Votos Inválidos         | 123    | 1,03 / 100,00   |
| Total                   | Total                   | 11 848 | 100,00 / 100,00 |
| Eleitorado/Participação | Eleitorado/Participação | 18 039 | 65,68 / 100,00  |

| Freguesia              | %     | %     | %    | %    | %    | %    | Votantes |
| Freguesia              | ACS   | MA    | MS   | FL   | JDS  | GP   | Votantes |
| ---------------------- | ----- | ----- | ---- | ---- | ---- | ---- | -------- |
| Calvão                 | 86,66 | 6,63  | 3,09 | 2,12 | 0,97 | 0,53 | 1 140    |
| Covão do Lobo          | 93,03 | 3,03  | 1,82 | 1,21 | 0,76 | 0,15 | 667      |
| Fonte de Angeão        | 89,30 | 5,66  | 2,95 | 1,11 | 0,98 | 0    | 823      |
| Gafanha da Boa Hora    | 85,73 | 8,37  | 3,66 | 0,94 | 0,94 | 0,35 | 859      |
| Ouca                   | 88,71 | 5,75  | 3,13 | 1,71 | 0,50 | 0,20 | 995      |
| Ponte de Vagos         | 89,81 | 5,09  | 2,60 | 1,46 | 1,04 | 0    | 970      |
| Santa Catarina         | 90,15 | 5,61  | 2,58 | 0,91 | 0,61 | 0,15 | 674      |
| Santo André de Vagos   | 94,59 | 2,38  | 1,28 | 1,01 | 0,55 | 0,18 | 1 095    |
| Santo António de Vagos | 90,78 | 5,37  | 2,63 | 0,41 | 0,71 | 0,10 | 994      |
| Sosa                   | 84,68 | 7,40  | 4,60 | 1,73 | 1,33 | 0,27 | 1 509    |
| Vagos                  | 66,81 | 19,53 | 7,74 | 3,37 | 2,31 | 0,24 | 2 122    |
| Vagos                  | 85,07 | 8,11  | 3,80 | 1,68 | 1,13 | 0,21 | 11 848   |

### Vale de Cambra
| Candidato               | Candidato               | Votos  | %               |
| ----------------------- | ----------------------- | ------ | --------------- |
|                         | Aníbal Cavaco Silva     | 9 546  | 64,83 / 100,00  |
|                         | Mário Soares            | 2 130  | 14,47 / 100,00  |
|                         | Manuel Alegre           | 1 906  | 12,94 / 100,00  |
|                         | Francisco Louçã         | 610    | 4,14 / 100,00   |
|                         | Jerónimo de Sousa       | 460    | 3,12 / 100,00   |
|                         | Garcia Pereira          | 72     | 0,49 / 100,00   |
| Votos Inválidos         | Votos Inválidos         | 286    | 1,91 / 100,00   |
| Total                   | Total                   | 15 010 | 100,00 / 100,00 |
| Eleitorado/Participação | Eleitorado/Participação | 21 894 | 68,56 / 100,00  |

| Freguesia              | %     | %     | %     | %    | %    | %    | Votantes |
| Freguesia              | ACS   | MS    | MA    | FL   | JDS  | GP   | Votantes |
| ---------------------- | ----- | ----- | ----- | ---- | ---- | ---- | -------- |
| Arões                  | 77,92 | 7,11  | 9,98  | 2,28 | 1,95 | 0,76 | 1 190    |
| Cepelos                | 78,64 | 7,32  | 8,41  | 3,17 | 1,98 | 0,49 | 1 024    |
| Codal                  | 60,44 | 16,57 | 14,80 | 4,05 | 3,74 | 0,31 | 664      |
| Junqueira              | 81,85 | 5,36  | 8,65  | 2,68 | 1,22 | 0,24 | 832      |
| Macieira de Cambra     | 52,04 | 22,73 | 14,97 | 5,24 | 4,67 | 0,35 | 2 899    |
| Roge                   | 66,23 | 18,29 | 9,67  | 3,69 | 1,85 | 0,26 | 1 157    |
| São Pedro de Castelões | 65,84 | 12,14 | 14,15 | 4,25 | 2,98 | 0,63 | 4 530    |
| Vila Chã               | 60,03 | 16,26 | 15,19 | 4,75 | 3,21 | 0,56 | 2 384    |
| Vila Cova de Perrinho  | 68,00 | 15,08 | 6,15  | 4,00 | 6,77 | 0    | 330      |
| Vale de Cambra         | 64,83 | 14,47 | 12,94 | 4,14 | 3,12 | 0,49 | 15 010   |